# Alexander Frei (Fussballspieler)
Alexander «Alex» Frei (* 15. Juli 1979 in Basel) ist ein ehemaliger Schweizer Fussballspieler und Rekordtorschütze der Schweizer Nationalmannschaft sowie Fussballtrainer in Auszeit. Zuletzt stand er beim FC Aarau als Trainer unter Vertrag.

## Verein

### Erste Vereine
Alex Frei begann seine Karriere beim FC Basel (1995 bei der Jugend und 1997 im A-Team), wo er sich aber nicht durchsetzen konnte. 1998 wechselte er zum FC Thun in die zweithöchste Spielklasse, doch schon ein Jahr später folgte er seinem Trainer André Egli zum FC Luzern. An der Seite von Kubilay Türkyılmaz schoss er dort seine ersten NLA-Tore. Von 2001 bis 2002 spielte Frei erfolgreich für Servette Genf.

### Stade Rennes
In der Winterpause der Saison 2002/03 unterschrieb er beim französischen Club Stade Rennes. Dabei hatte er ein Angebot vom VfB Stuttgart abgelehnt. Frei galt als der Wunschspieler von Vahid Halilhodzic, der damals die Mannschaft trainierte. Sollte Stade Rennes ein Sprungbrett für einen Vereinswechsel zu einem prominenten Verein sein, so wurde sein Aufenthalt in Rennes anfangs zu einer Enttäuschung. So sass er manchmal auf der Ersatzbank oder stand gar nicht im Kader. Auch musste er wiederholt in der Reservemannschaft spielen. Während mit Hakan Yakin und Ricardo Cabanas zwei Spieler die Ligue 1 verliessen, entschied sich Frei für einen Verbleib bei Stade Rennes. Zur Saison 2003/04 erfolgte bei der Mannschaft um Petr Čech und Kim Källström ein Trainerwechsel. László Bölöni setzte Frei anfangs oft ebenfalls selten ein. Im Laufe der Spielzeit kehrte er jedoch in die Stammformation zurück. Frei revanchierte sich dafür mit 20 Saisontoren, die ihn zum zweiterfolgreichsten Torschützen der höchsten französischen Liga machten. So treffsicher war ausser André Abegglen, Stéphane Chapuisat und ihm noch kein Schweizer im Ausland. Ein Jahr später, in der Saison 2004/05, wurde er Torschützenkönig der Ligue 1.

### Borussia Dortmund
Alex Frei wechselte zur Saison 2006/07 gegen eine Ablösesumme von etwa 4,1 Millionen Euro zum Bundesligaverein Borussia Dortmund, bei dem er einen Vertrag über vier Jahre unterschrieb. Bereits in seiner ersten Saison hatte Frei mit 16 Treffern grossen Anteil am Klassenverbleib des BVB.
Aufgrund einer Hüftoperation im Mai 2007 und zwei Muskelfaserrissen im Spätsommer 2007 konnte er bis Anfang des folgenden Jahres nicht wieder für den BVB oder die Schweizer Nationalmannschaft spielen. Sein erstes Pflichtspiel nach seiner Operation bestritt Frei zum Rückrundenauftakt gegen den MSV Duisburg, im Länderspiel gegen Deutschland am 26. März 2008 kehrte er ins Team der Schweiz zurück. Sein erstes Tor nach seiner langen Verletzungspause erzielte Frei am 6. April 2008 im Spiel des BVB gegen Bayer 04 Leverkusen. Dort gelang ihm in der 87. Spielminute der zwischenzeitliche Ausgleich zum 1:1. Mit Borussia Dortmund stand Frei am 19. April 2008 im DFB-Pokal-Final in Berlin, welchen die Mannschaft mit 1:2 nach Verlängerung gegen den FC Bayern München verlor.
Aufgrund seiner Verletzung während der Europameisterschaft 2008 verpasste Frei den Saisonstart der Borussia in die Bundesliga-Spielzeit 2008/09. Nachdem er seine Verletzung wieder auskuriert hatte, stand er am 13. September 2008 im Revierderby gegen den FC Schalke 04 erstmals wieder im Kader des BVB; zu diesem Einstand erzielte er gleich zwei Tore. Insgesamt kam er bis Saisonende auf zwölf Tore in 29 Spielen.

### FC Basel
Im Juli 2009 wechselte Frei nach über 70 Bundesligaspielen zurück zum FC Basel, den er noch als Teenager 1998 verlassen hatte. Borussia Dortmund erhielt für diesen Transfer eine Ablösesumme von rund 4,25 Millionen Euro. Bereits in seinem ersten Pflichtspiel erzielte er in der 90. Minute den 2:1-Siegtreffer im Spiel gegen den FC Sion. In der gleichen Saison gewann Frei seinen ersten Meistertitel und mit dem Cupsieg auch das erste Double. In der darauffolgenden Saison 2010/11 wurde er mit dem FC Basel erneut Schweizer Meister, wobei er selbst 27 Treffer beitrug und damit auch Torschützenkönig wurde.
Am 21. September 2011 gelang Frei im St. Jakob-Park beim 6:0-Heimsieg gegen den FC Lausanne-Sport ein Hattrick. Der erste seiner drei Treffer war gleichbedeutend mit seinem 100. Treffer in der höchsten Schweizer Spielklasse.
Am Ende der Saison 2012/13 wurde Frei mit dem FC Basel zum vierten Mal in Folge Schweizer Meister, und die Mannschaft stand im Final des Schweizer Cups, den sie im Penaltyschiessen verlor. In der UEFA Europa League 2012/13 rückte er mit dem FC Basel bis in den Halbfinal gegen den amtierenden UEFA-Champions-League-Sieger FC Chelsea vor. Basel verlor sowohl das Heim- als auch das Auswärtsspiel und schied mit dem Gesamtergebnis von 2:5 aus. In einer langen Saison mit 76 Spielen hatte Frei 62 Einsätze und erzielte 16 Tore.
Frei beendete Mitte April 2013 seine Karriere. Am 11. April 2013 machte er das letzte Europacupspiel seiner Karriere, als er im Viertelfinalrückspiel in der Europa League gegen Tottenham Hotspur in der 111. Minute für Mohamed Salah eingewechselt wurde. Basel siegte im Elfmeterschiessen mit 4:1 und zog in den Halbfinal ein.

## Nationalmannschaft

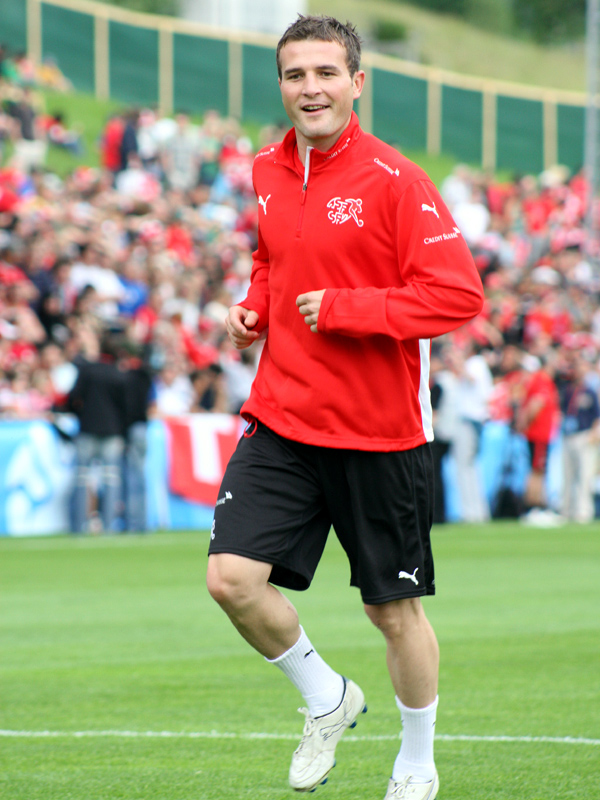
Vor der Euro ’08

Frei debütierte am 24. März 2001 gegen Serbien und Montenegro (1:1) in der Schweizer Nationalmannschaft. Mit zwei Toren im letzten Testspiel vor der Euro 2008 gegen Liechtenstein überholte er den bisherigen National-Rekordschützen Kubilay Türkyılmaz (34 Treffer). 2005 und 2007 wurde er zum Spieler des Jahres gewählt. Nachdem Frei an Länderspielen wiederholt von einem Teil des eigenen Publikums ausgepfiffen worden war, erklärte er am 4. November 2010 seinen Rücktritt aus der Nationalmannschaft zum Ende der Saison 2010/11. Nach einer 14-monatigen Durststrecke erzielte er am 17. November 2010 im Freundschaftsspiel gegen die Ukraine beide Tore für die Schweiz. Am 5. April 2011 trat Frei zusammen mit seinem Sturmpartner Marco Streller aus der Nationalmannschaft zurück.

### Turniere
Frei nahm für die Schweiz an vier grossen internationalen Turnieren teil: Bei der Europameisterschaft 2004 schied er mit der Schweizer Nationalelf ohne Sieg bereits nach der Vorrunde aus. Zudem bespuckte er im Spiel gegen England seinen Gegenspieler Steven Gerrard und wurde daraufhin für den restlichen Turnierverlauf gesperrt.
Bei der Weltmeisterschaft 2006 war die Mannschaft erfolgreicher; auch dank zwei Treffern von Frei erreichte die Schweiz den Achtelfinal, in dem man gegen die Ukraine im Elfmeterschiessen ausschied.
Während der zweijährigen Vorbereitung auf die Europameisterschaft 2008 im eigenen Land wurde Frei von Trainer Köbi Kuhn zum neuen Captain der Schweizer Nationalmannschaft gekürt, nachdem sein Vorgänger Johann Vogel aus der Nationalmannschaft ausgemustert worden war. Im Eröffnungsspiel des Turniers gegen Tschechien wurde er nach der ersten Halbzeit ausgewechselt, nachdem er sich bei einem Zweikampf mit seinem Gegenspieler Zdeněk Grygera eine Verletzung des Innenbands im linken Knie zugezogen hatte. Wegen dieser Blessur fiel er für den weiteren Turnierverlauf aus, der für die Schweiz erneut mit dem Vorrundenaus endete.
Bei der Weltmeisterschaft 2010 in Südafrika, die für die Schweizer Nationalmannschaft nach der Gruppenphase endete, bestritt Frei die beiden Spiele gegen Chile und Honduras. Das Auftaktspiel, das die Schweiz gegen den künftigen Weltmeister Spanien überraschend gewann, verpasste er dagegen wegen einer Fussverletzung, die er sich im letzten Training vor dem Abflug nach Südafrika zugezogen hatte.

## Sportdirektor und Verwaltungsrat
Nach Abschluss seiner Karriere am 15. April 2013 als Profi-Fussballer wurde er Sportdirektor beim FC Luzern. Dort war er bis Ende 2014 neben der Profiabteilung auch für den Nachwuchsbereich zuständig. 2017 erklärte er, dass er in seiner Zeit bei Luzern ein Burn-out erlitten hätte und es kategorisch ausschliessen würde, wieder als Sportchef zu arbeiten. Von 2017 bis 2019 war Frei Verwaltungsrat beim FC Basel.

## Karriere als Trainer
Nach der Entlassung von Trainer Raphael Wicky beim FC Basel am 26. Juli 2018 übernahm Frei während eines Monats übergangsweise dessen Aufgabe, nachdem er für diesen Club bereits seit Sommer 2016 als Trainer im Nachwuchsbereich (U15- und U18-Mannschaften) gearbeitet hatte. Im Juni 2020 wurde er Trainer der U21-Auswahl.
Anfang September 2020 wurde Frei als neuer Trainer des FC Wil vorgestellt. Dieses Amt legte er im November 2021 auf eigenen Wunsch nieder.
Im Dezember 2021 unterschrieb er einen Vertrag als Cheftrainer des FC Winterthur bis Sommer 2023. Er führte im breiten Winterthurer Kader unter anderem einen Konkurrenzkampf auf verschiedenen Positionen ein. Als Trainer der zweiten Saisonhälfte trug er damit zur Rückkehr der Winterthurer nach 37-jähriger Abwesenheit in die höchste Schweizer Liga bei. Er selbst bezeichnete den Aufstieg, auch wenn er solche Vergleiche «nicht gerne» mache, als grössten Erfolg seiner noch jungen Trainerkarriere.
Am 23. Mai 2022 wurde bekanntgegeben, dass Frei auf die nächste Saison hin Cheftrainer beim FC Basel wird. Er unterschrieb einen Vertrag über zwei Jahre. Nach sechs sieglosen Partien und nur einem Punkt aus den ersten drei Ligaspielen des Jahres 2023 wurde Frei am 7. Februar 2023 entlassen.
Auf die Saison 2023/24 wurde er Trainer des FC Aarau. Er unterschrieb einen Vertrag über zwei Jahre, welcher aber bereits im März 2024 vorzeitig aufgelöst wurde.

## Titel und Erfolge
Servette Genf
- Schweizer Cupsieger: 2001

Stade Rennes
- Torschützenkönig der Ligue 1: 2004/05 (20 Treffer)

FC Basel
- Schweizer Meister: 2009/10, 2010/11, 2011/12, 2012/13
- Schweizer Cupsieger: 2010, 2012
- Torschützenkönig: 2010/11 (27 Treffer), 2011/12 (24 Treffer)
- Axpo Spieler des Jahres: 2011, 2012

## Privatleben
Alex Frei ist seit 2011 verheiratet und seit 2012 Vater einer Tochter.
2024 absolvierte er eine Ausbildung zum Käsesommelier.